# Darius Durham
Darius Tyrone Durham (nacido el 27 de mayo de 1961) es un exjugador profesional de fútbol americano estadounidense que fue receptor abierto de los San Francisco 49ers de la National Football League (NFL). Jugó fútbol americano universitario para los San Diego State Aztecs, y obtuvo dos veces honores en todas las conferencias de la Western Athletic Conference (WAC). Fue seleccionado por los Tampa Bay Buccaneers en la décima ronda del draft de la NFL de 1983 y se unió a los 49ers ese mismo año como agente libre.

## Primeros años de vida
Nacido en Long Beach, California, Durham creció en Compton con tres hermanas y un hermano, criados por su madre soltera, Mary. Los trasladó del barrio predominantemente negro al más diverso Garden Grove, a pesar de las dificultades financieras que presentaba. Durham calificó la mudanza como «la lección más importante que tuve en la vida. Pude ver la vida desde una perspectiva diferente».
Durham asistió a la escuela secundaria Bolsa Grande en Garden Grove, protagonizada por fútbol, baloncesto y atletismo. A pesar de jugar en un equipo de fútbol 2-7 en su último año en 1978, fue reclutado en gran medida. Fue nombrado miembro del equipo All-Orange County de Los Angeles Times después de liderar el condado con 48 recepciones para 686 yardas y tres touchdowns mientras enfrentaba cobertura doble y triple durante toda la temporada.
En febrero de 1979, Durham se comprometió a jugar fútbol americano universitario para los San Diego State Aztecs bajo la dirección del entrenador en jefe Claude Gilbert. Los eligió sobre los Washington Huskies debido a la reputación de los aztecas de pasar. «Tenemos al mejor chico de secundaria que jamás hayamos contratado», dijo Ted Tollner, coordinador ofensivo de San Diego State. Agregó que Durham tenía «mas habilidad que nadie que haya visto aqui desde Isaac Curtis».

## Carrera universitaria
Como estudiante de primer año en la Universidad Estatal de San Diego en 1979, Durham tuvo sólo dos recepciones. Mejoró ligeramente en su segundo año en 1980 con 15 recepciones como suplente. Tollner dijo que Durham tuvo problemas para adaptarse a las diferentes coberturas defensivas y golpes más duros del juego universitario. Titular en 1981 bajo el nuevo entrenador en jefe de los Aztecs, Doug Scovil, Durham tuvo siete recepciones para 77 yardas y un touchdown en la victoria de la semana 2 sobre Oklahoma State. Fue su mejor juego hasta la fecha con San Diego State, y el primer touchdown de su carrera universitaria. En noviembre, atrapó 11 pases para 197 yardas y dos touchdowns en la victoria 59-14 contra UTEP. El total de recepciones y yardas recibidas fueron máximos de la temporada para los Aztecas, quienes anotaron su mayor cantidad de puntos desde que vencieron a Cal State Fullerton por el mismo puntaje en 1975. La semana siguiente, en su final de temporada regular contra Air Force en el Mirage Bowl en Japón, Durham necesitó nueve recepciones para superar a Darrin Nelson de Stanford con la mayor cantidad de recepciones en la nación. Tuvo cinco recepciones para 100 yardas en la primera mitad, que San Diego State lideró 16-0, pero atrapó sólo un pase en la segunda mitad, cuando los aztecas perdieron 21-16. Durham terminó la temporada en el tercer lugar del país con 65 recepciones para 988 yardas y siete touchdowns. Recibió una mención de honor de Associated Press (AP) por su equipo All-America y fue incluido en el segundo equipo All-WAC.
Durham entró en la temporada de 1982 nombrado como mención honorífica de pretemporada All-American por un par de publicaciones nacionales. Durante los primeros cinco juegos, tuvo sólo 13 recepciones y a menudo enfrentó doble cobertura. Su producción cayó ese año a 45 recepciones para 781 yardas y cuatro touchdowns. Nuevamente nombrado All-American con mención honorífica de AP, Durham también fue seleccionado en el primer equipo All-WAC y votado como el jugador más valioso de los Aztecas. Terminó su carrera en el cuarto lugar en ese momento en la historia de la escuela en recepciones profesionales con 127. Durham necesitó tres recepciones en el final de temporada contra Oklahoma State para pasar a Craig Scoggins (129) por el tercer lugar, pero salió del juego en el primer cuarto después de sufrir un tirón en el tendón de la corva y no regresó.
Después de clasificarse entre los mejores receptores universitarios del país al comienzo de la temporada, Durham cayó en los informes de exploración de la NFL, mientras que sus compañeros receptores de los Aztecs, Clint Sampson y Phil Smith, lo superaron. A los cazatalentos no les gustó su tiempo de 4,6 en las 40 yardas.

## Carrera profesional
Durham fue seleccionado por los Tampa Bay Buccaneers en la décima ronda del draft de la NFL de 1983. Los receptores aztecas Sampson y Smith fueron elegidos en la tercera y cuarta ronda, respectivamente. Los Buccaneers liberaron a Durham antes de su segundo partido de pretemporada, citando un tirón muscular como una de las razones. Disputó que su tendón de la corva fuera un problema y en lugar de eso dijo que el equipo tenía «mala información [de exploración]». Queriendo jugar en la NFL, Durham rechazó ofertas para firmar con equipos de la Canadian Football League y Los Angeles Express de la United States Football League. El 30 de noviembre de 1983 firmó con los San Francisco 49ers antes de su partido contra Tampa Bay. Estuvo activo durante sus últimos tres juegos de la temporada regular y sus dos partidos de playoffs, sirviendo como el quinto receptor abierto de los 49ers.
En 1984, Durham quedó limitado después de una lesión de rodilla en el campo de entrenamiento, y San Francisco lo cortó durante la pretemporada para cumplir con la fecha límite de la NFL para recortar las plantillas a 70 jugadores. Los 49ers terminaron la temporada ganando el Super Bowl XIX sobre los Miami Dolphins. Al no poder jugar, Durham lo llamó «la peor sensación de tener que ver eso».

## Años posteriores
Durham trabajó en servicio al cliente y ventas, así como en el Boys & Girls Club. También se convirtió en director deportivo de OC Vision Basketball, una organización juvenil que entrena jugadores en todo el sur de California.